# Fenômeno físico

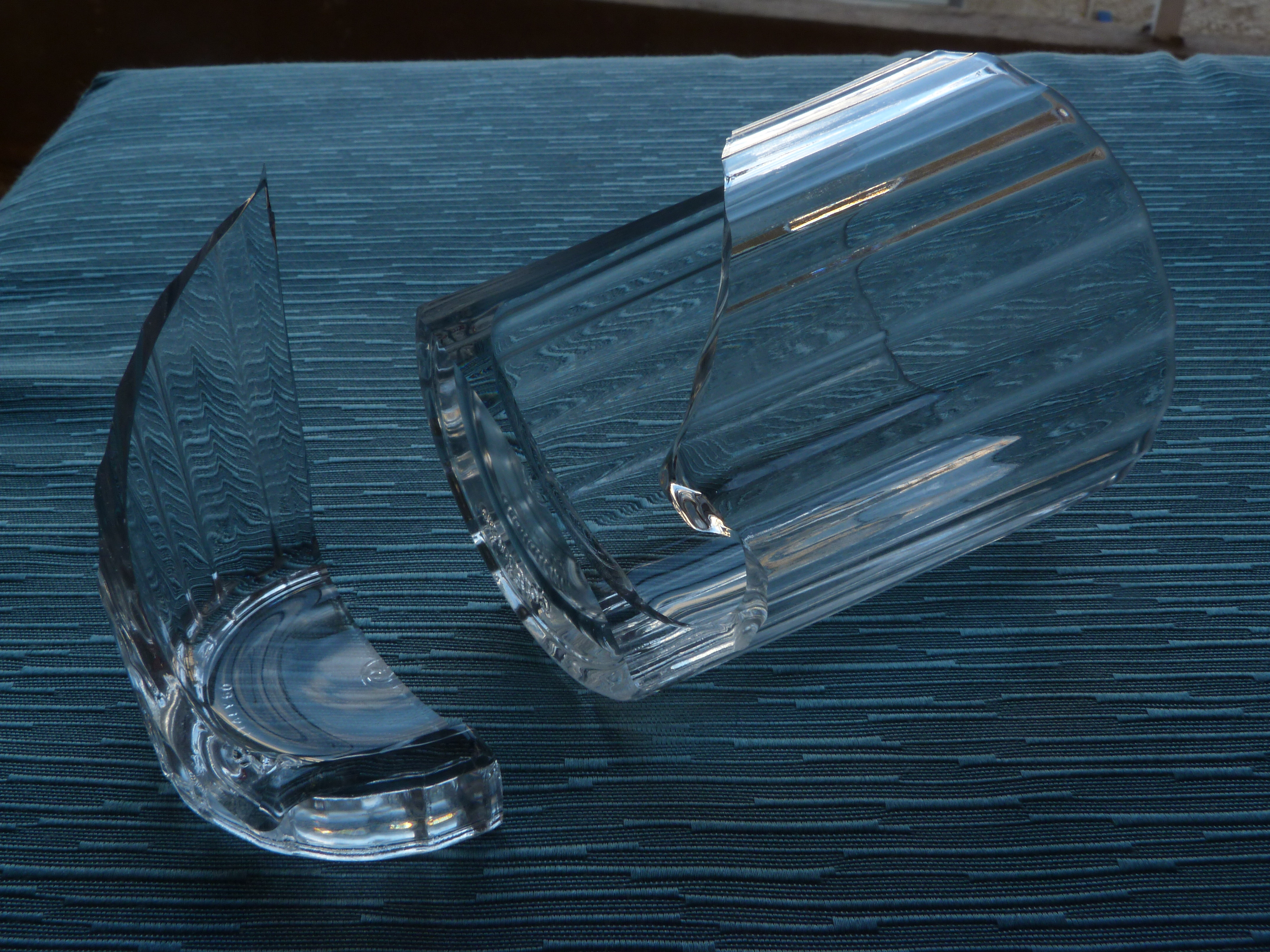
Objeto de vidro quebrado é um exemplo de fenômeno físico

Fenômeno físico (português brasileiro) ou fenómeno físico (português europeu) é uma mudança na estrutura física da matéria, referente a forma, tamanho, aparência, movimento e estado físico, sem que cause uma alteração na composição química da matéria.

## Exemplos
- O fogo;
- A fusão do gelo;
- A ebulição da água;
- Congelamento de um lago;
- Derretimento do gelo;
- Gravidade;
- Propagação de Calor;
- Dilatação Térmica;
- Som (ondas acústicas);
- Vidro quebrado
- Inércia.